# Mazama bru de Yucatán
El mazama bru de Yucatán (Mazama pandora) és una petita espècie de cérvol originària de la península de Yucatán, a Mèxic. Tot i que viu en boscos tropicals humits com els altres mazames, el mazama bru de Yucatán també viu en hàbitats oberts i àrids de Yucatán. En algunes llistes se'l tracta com a subespècie o un sinònim del mazama centreamericà (M. temama).